# NGC 6257
NGC 6257 est une galaxie spirale située dans la constellation d'Hercule. Sa vitesse par rapport au fond diffus cosmologique est de 4 680 ± 2 km/s, ce qui correspond à une distance de Hubble de 69,0 ± 4,8 Mpc (∼225 millions d'al). NGC 6257 a été découverte par l'astronome britannique John Herschel en 1831.
Note : Wolfgang Steinicke considère que NGC 6257 est un objet non existant.